# Naraka (Mythologie)

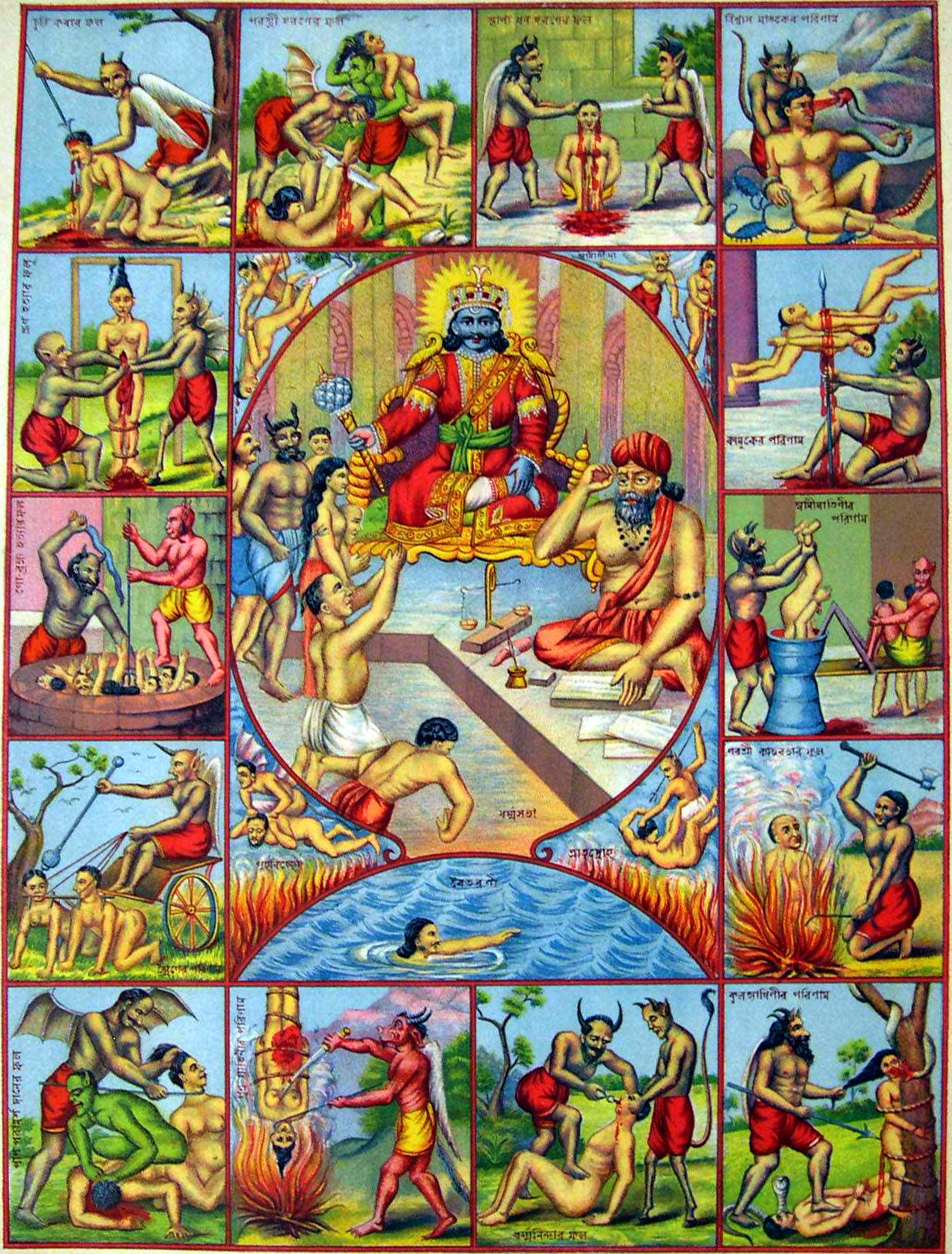
Naraka – in der Mitte der Totengott Yama, zu seiner Linken der Schreiber Yamaduta und im Umfeld Darstellungen der verschiedenen Höllenstrafen, zu denen auch das Ziehen der Zähne gehört (um 1895)

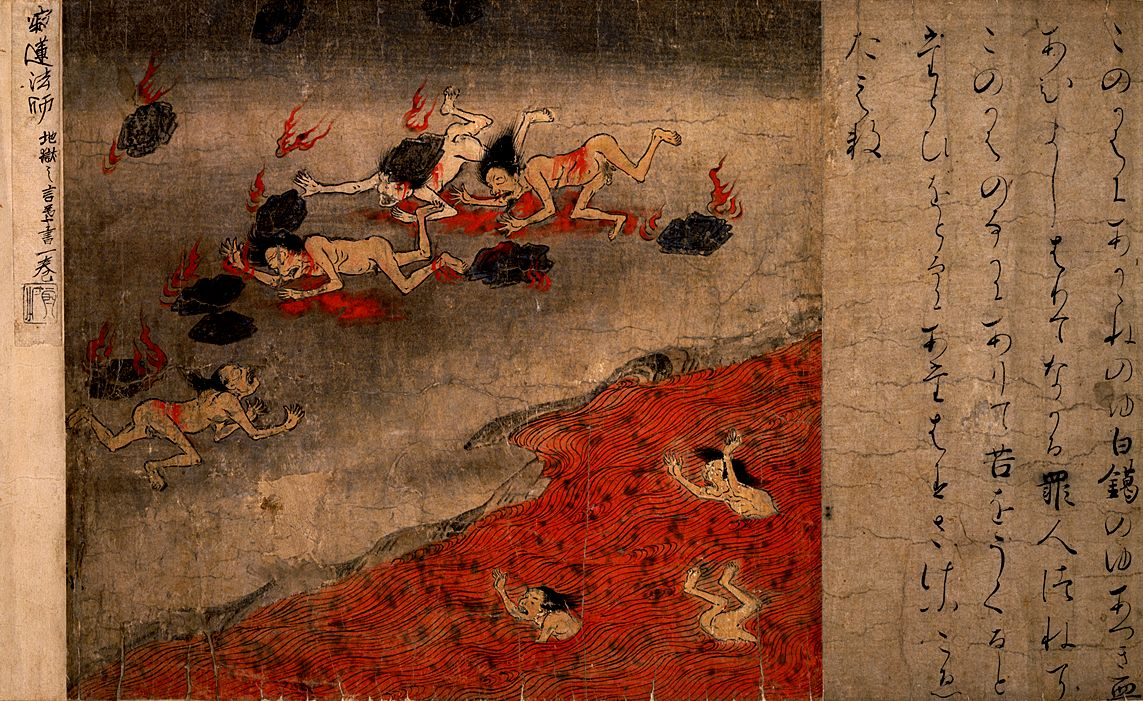
Höllendarstellung auf einer japanischen Schriftrolle mit der Abbildung des ausschließlich Frauen vorbehaltenen Blutteichs (jigoku)

Naraka (Sanskrit: नरक) oder Narakaloka ist das Sanskritwort für die Unterwelt. Der Begriff findet sich in allen vier indischen Religionen (Hinduismus, Jainismus, Buddhismus und Sikhismus). Naraka ist ein Ort der Leiden und körperlichen Qualen und entspricht somit in etwa dem Begriff ‚Hölle‘. Naraka und der Gegenbegriff svarga bezeichnen jedoch keinen endgültigen Zustand, sondern nur eine Übergangsphase der Seele vor ihrer erneuten Wiedergeburt.

## Hinduismus
In den Veden, Upanishaden, Puranas und anderen hinduistischen Texten bezeichnet Naraka den Ort, wohin die Seelen vor einer neuen Wiedergeburt zwecks Tilgung ihrer Sünden gelangen. In der Bhagavad Gita wird der Begriff Naraka mehrfach erwähnt. Es ist ein Ort der Dunkelheit und des seelischen und körperlichen Leidens. Einige Schulen des Hinduismus begreifen Naraka als rein metaphorisch und lehnen die tatsächliche Existenz der Hölle ab; andere unterteilen die Hölle in mehrere Bereiche oder Ebenen. Herr der Unterwelt ist der Totengott Yama und so wird oft der Begriff Yama loka als Äquivalent zu Naraka verwendet; Yamas Assistent Chitragupta schreibt alle Taten der Lebewesen in einem Buch auf und weist ihnen entsprechend einen Platz in der Hölle (naraka) oder im Himmel (svarga) zu. Manche Autoren sind allerdings der Ansicht, dass auch kleinere Übeltaten mit einem zeitweiligen Aufenthalt in der Hölle bestraft werden können – so verbringen gemäß Mahabharata selbst die Helden der Geschichte, die fünf Pandava-Brüder, die ansonsten Aufrichtigkeit und Tugendhaftigkeit verkörpern, eine gewisse Zeit in der Unterwelt. Innerhalb des Hinduismus wird die Zeit des Aufenthaltes in der Hölle – außer von dem Hindu-Philosophen Madhva, welcher davon ausgeht, dass die Schuld vollkommen Ungerechter untilgbar sei – nicht als ewige Verdammnis, sondern als vorübergehender Prozess angesehen.
Yama hat weitere Diener, die Yamadutas, die damit beschäftigt sind, sündige Seelen einzufangen und in die Unterwelt/Hölle zu schleppen. Allein die Vaishnavas bleiben verschont und werden von ihnen ins Paradies (vaikuntha oder goloka) geleitet.

## Buddhismus
In vieler Hinsicht stimmen die buddhistischen Konzepte und Auffassungen von Naraka mit den hinduistischen überein. Der wesentliche Unterschied liegt darin, dass die buddhistische Weltsicht und somit auch die Unterwelt keinen Gott kennt, der Strafen festsetzt und die Seelen sortiert, sondern allein das unerbittliche Gesetz des Karma bestimmt über ihr Schicksal. Die tiefste Ebene der buddhistischen Hölle wird Avici genannt. Die buddhistisch beeinflusste Höllenvorstellung der chinesischen Mythologie wird als Diyu bezeichnet. Die neuzeitlichen buddhistischen Höllenvorstellungen Ost- und Südostasiens sind jedoch bis zu einem gewissen Maß von christlich-westlichem oder auch von islamischem Gedankengut (jehenna) durchsetzt worden.

## Jainismus
Die jainistischen Vorstellungen der ‚Hölle‘ unterscheiden sich nicht wesentlich vom buddhistischen Konzept. Die Unterwelt ist in sieben Bereiche (prabhas) abgestuft.

## Indonesien und Malaysia
Mit dem leicht abgewandelten Begriff Neraka werden in Indonesien und Malaysia die islamischen Vorstellungen von ‚Hölle‘ bezeichnet.